# Château d'Iimoriyama
Le château d'Iimoriyama (飯盛山城, Iimoriyama-jō) est un château de sommet de la période Sengoku situé entre Daitō et Shijōnawate, dans la préfecture d'Osaka, au Japon, sur une montagne de 315.9 mètres de haut. C'est le centre ancien du pouvoir du clan Miyoshi,.

## Histoire
Le château d'Iimoriyama a été construit par Kizawa Nagamasa et a ensuite été contrôlé par le clan Miyoshi,.
Miyoshi Nagayoshi quitte son château natal d' Akutagawayama pour s'installer au château d'Iimoriyama en 1560. En 1564, il y meurt
Le château est classé parmi les 100 meilleurs châteaux japonais en 2017.

## Conservation
Le château n'est plus que ruines, avec quelques murs de pierre, des douves et des ponts "Dobashi".

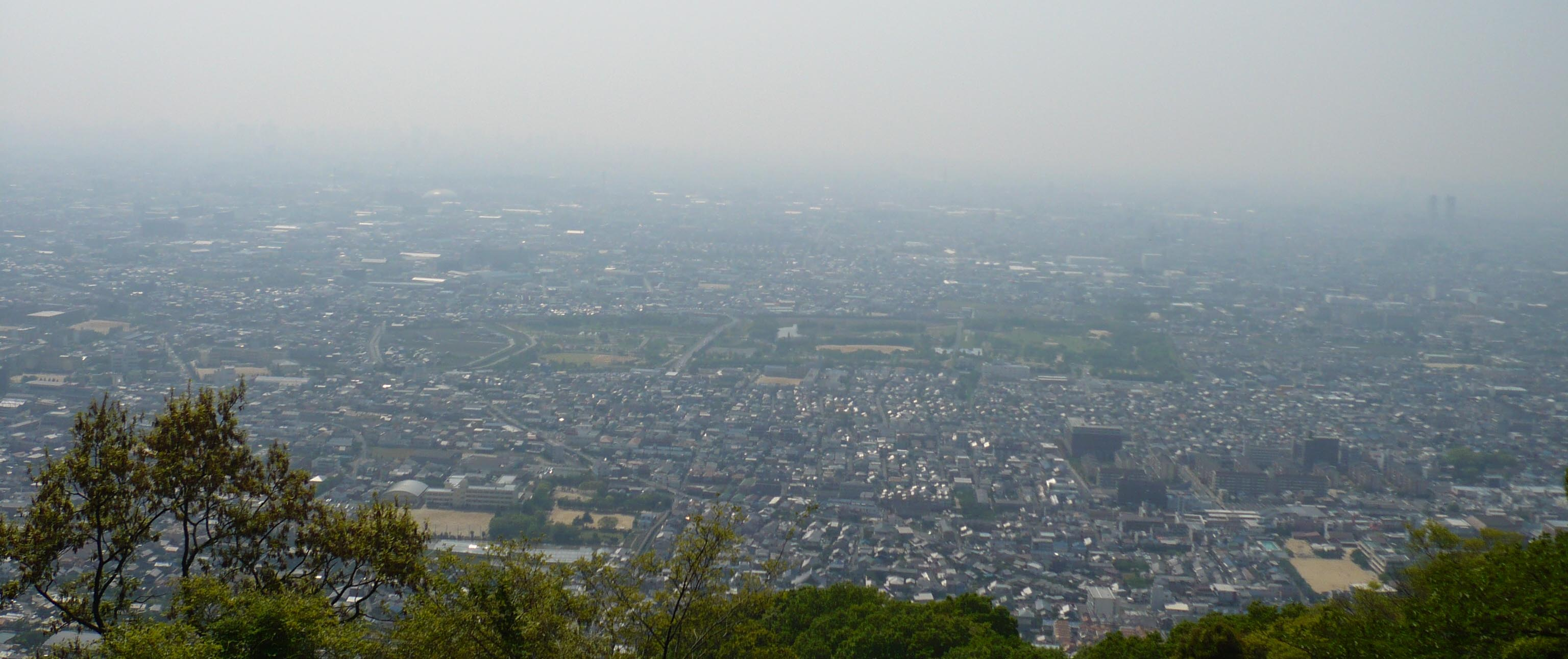
Vue depuis le chateau.
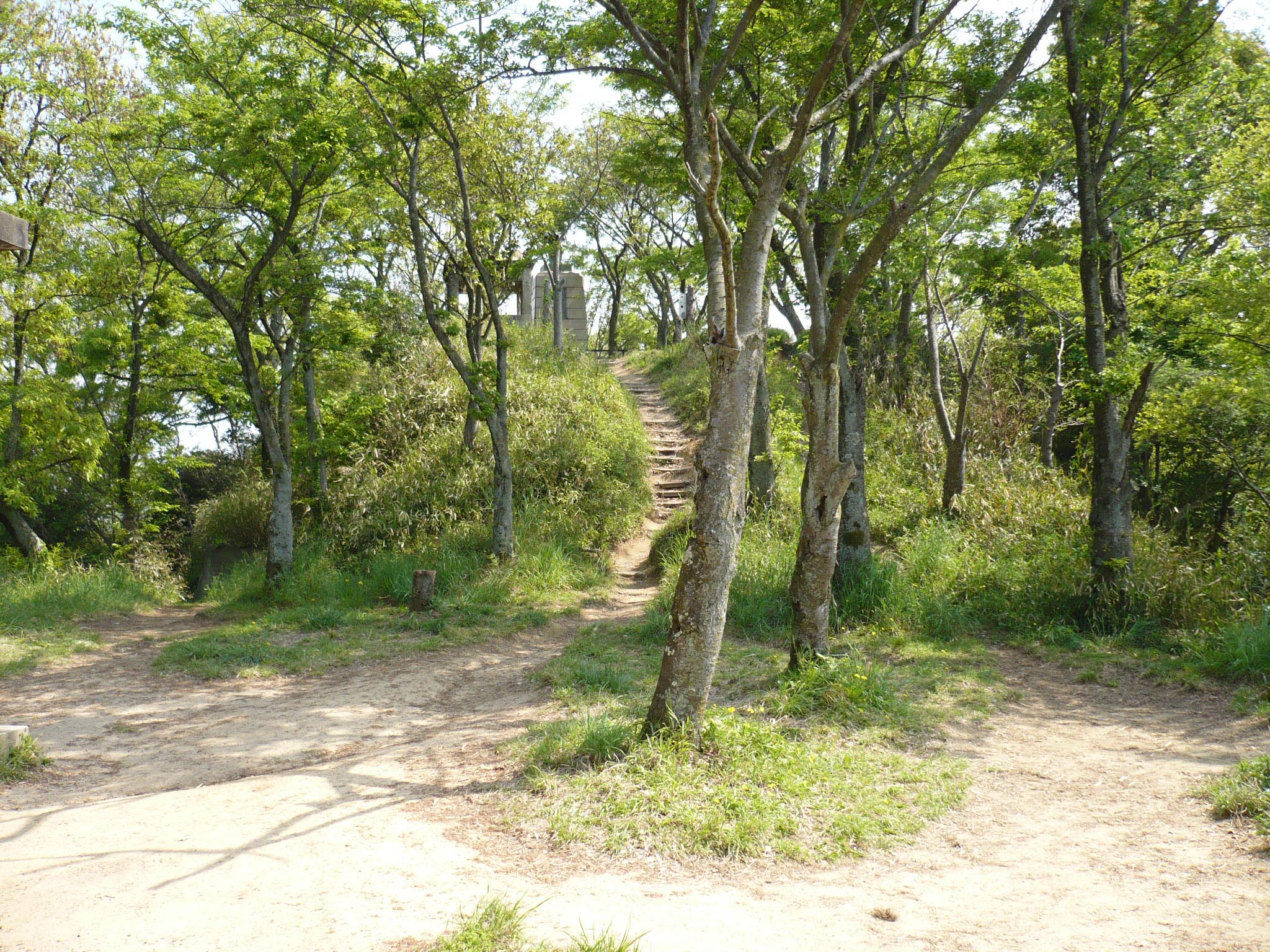
Sentier au milieu des ruines.
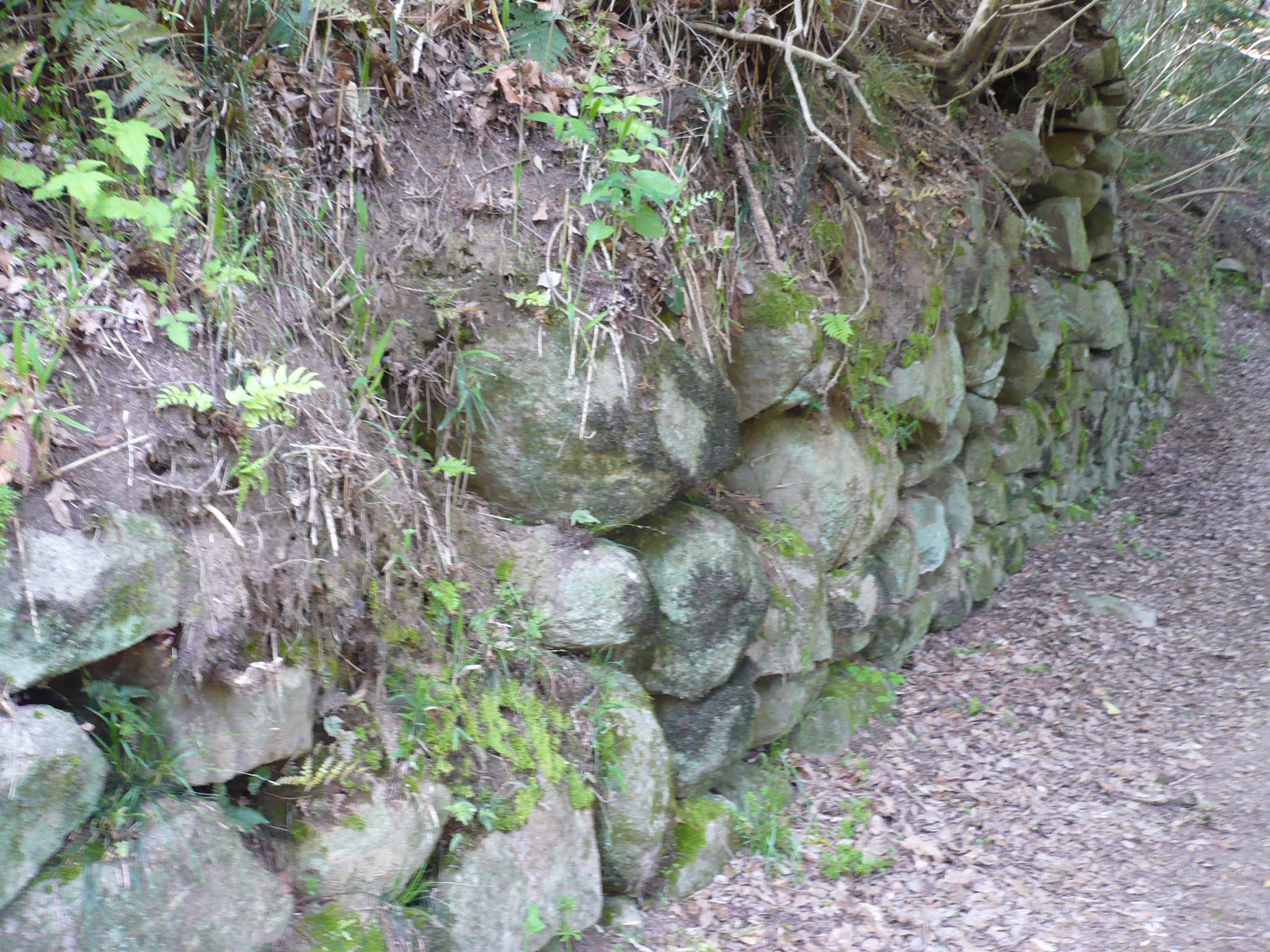
Mur de pierre.